# Порталегре
Порталегре (порт. Portalegre) је значајан град у Португалији, смештен у њеном источном делу. Град је седиште истоименог округа Порталегре, где чини једну од општина.

## Географија
Град Порталегре се налази у крајње источном делу Португалије, близу државне границе са Шпанијом - 12 километара источно од града. Од главног града Лисабона град је удаљен 225 километара источно, а од Портоа град 340 километара југоисточно.
Рељеф: Порталегре се развио у сушном подручју Алентежо. Град се налази у подручју висоравни, на надморској висини од приближно 440-500 m.
Клима: Клима у Порталегреу је изразита средоземна, са веома мало падавина.
Воде: Услед сушне климе водотоци у Порталегреу и околини су ретки и непостојани током летњих месеци.

## Историја
Подручје Порталегреа насељено још у време праисторије. Град је основан 1259. године, а градска права је стекао 1550. године. Историја града је везана за његов погранични положај ка Шпанији, услед чега је у време ратних дешавања град више пута страдао.

## Становништво
По последњих проценама из 2011. г. општина Порталегре има око 25 хиљада становника, од чега око 15 хиљада живи на градском подручју. Сеоско подручје је веома ретко насељено (< 25 ст./км²).

## Партнерски градови
- Порто Алегре
- Vila do Conde
- Касерес

## Галерија
- Поглед на град
- Градска кућа Порталегреа
- Градска саборна црква